# Леонтюк Антон Костянтинович
Антон Костянтинович Леонтюк (19 грудня 1918, смт Антоніни — 17 листопада 1994, Кривий Ріг) — капітан Червоної армії часів Другої світової війни, командир батареї 220-го винищувально-протитанкового артилерійського полка 48-ї армії, Герой Радянського Союзу (1944).

## Життепис
Народився 19 грудня 1918 року у смт Антоніни на Хмельниччині в робітничій родині. Українець.
Після закінчення середньої школи працював рахівником у радгоспі. У 1941 році закінчив Ленінградське артилерійське училище.

## Друга світова війна
У Радянській армії з 1938 року. Учасник вторгнення до Польщі та радянсько-фінської війни. З грудня 1941 року учасник боїв з німецькими військами.
3 липня 1944 року гвардії капітан Леонтюк у складі десантної групи вів бій в районі смт Руденськ Пуховицького району Мінської області з великими силами супротивника. Залишивши біля кожної гармати по 3 номери розрахунку, з особовим складом пішов у контратаку та відбив спробу німців оточити батарею. 4 липня біля с. Вузляни (того самого району) батарея відбила нову атаку ворога. Був поранений, але залишився у строю. Звання Героя Радянського Союзу надано 22 серпня 1944 року. Нагороджений двома орденами Червоної Зірки, орденом Вітчизняної війни 1-го ступеня, медалями.

## Після війни
У 1954 році закінчив Військову академію ім. Фрунзе. З 1960 року полковник Леонтюк — в запасі. Проживав у м. Кривий Ріг. Помер 17 листопада 1994 року.